# Škovec, Trebnje
Škovec je naselje v občini Trebnje.
Škovec je gručasto naselje blizu Velike Loke na nizkem griču (326 m) nad dolino Kodeljevca. Okoli naselja se razprostirajo njive na Breznici, Hribu, Hrušica, Krevljica, Štuke in Reber, v nižjih legah travniki Breg, Župnica, Dol, Zaloke, Močile in Grbovec, v bolj oddaljenih predelih pa mešani gozdovi Dovc, Staje, Griček, Kravja dolina, Mahovnik in Globoršca. Pod vasico je občasni studenec Pri kamnu, ki ima podzemeljsko zvezo s Podborškim studencem. 
Zunaj naselja je cerkev svete Jedrti s podolžno ravnostropno ladjo, z letnico 1782 na kasneje prislonjenem zvoniku, glavni oltar in oba stranska oltarja pa so iz 19. stoletja. Na bližnjih njivah so bili odkriti tudi sledovi rimskih grobov.